# L'Europa di Benedetto
(Joseph Ratzinger, Subiaco, 1 aprile 2005; retrocopertina di L'Europa di Benedetto.)
L'Europa di Benedetto - Nella crisi delle culture è un libro di papa Benedetto XVI pubblicato nel maggio 2005, con l'introduzione di Marcello Pera.

## Edizioni
- Papa Benedetto XVI, L'Europa di Benedetto. Nella crisi delle culture, traduzione di Lorenzo Cappelletti e Silvia Kritzenberger, Libreria Editrice Vaticana e Edizioni Cantagalli, 2005,  pp. 142, cap. XII, ISBN 88-8272-230-9.